# Moussa Marega
Moussa Marega, née le 14 Avril 1991 aux Ulis, est un footballeur international malien qui évolue au poste d'attaquant à Al-Diraiyah FC.

## Biographie

### Carrière en club

#### Débuts amateurs (2010-2014)
En 2011, alors licencié à Issy, il dispute avec la sélection de la Ligue de Paris Île-de-France la phase nationale de la Coupe des régions de l'UEFA.
En 2012 il effectue un essai, non concluant, au Stade lavallois, avant de signer au Poiré-sur-Vie en National.

#### ES Tunis (2014)
Le 19 juin 2014, Marega rejoint l'Espérance sportive de Tunis, en y signant un contrat de trois ans. En raison du grand nombre de joueurs étrangers, il ne joue pas un seul match.

#### CS Marítimo (2014-2016)
Lors du mercato hivernal, il change de destination en s’engageant avec le CS Marítimo. Le 2 avril 2015, il signe le but victorieux de son équipe face au FC Porto en demi-finale de la Coupe de la Ligue portugaise et envoie ainsi son équipe en finale. 

#### FC Porto (2016-2021)
Il fut confirmé par l’équipe madéroise pour la saison 2015-2016, pendant laquelle il marque 5 buts en 15 apparitions avant d’être transféré au FC Porto en janvier 2016. Il est surnommé affectueusement Pés de Tijolo (en français, Pieds de brique) par les supporters du FC Porto et est généralement comparé à l’ancienne gloire du club Hulk. Marega est un joueur particulièrement apprécié par tous les supporters portistas. Lors de la saison 2016-2017, Marega est prêté à Vitoria de Guimaraes. Durant la saison 2017-2018, Marega est un très grand artisan de la victoire du Championnat du Portugal avec notamment 22 buts en 29 matchs de Liga Nos. Lors de la saison 2018-2019, Marega réalise une très bonne campagne européenne avec 6 buts en 9 matchs de Ligue des champions. Porto s'inclinera en quart de finale contre Liverpool. Marega est d'ailleurs élu joueur de l'année du FC Porto pour la saison 2018-2019. Mais les deux saisons suivantes il marque deux fois moins de buts (11 puis 12 au lieu de 22 à chaque fois en 29 apparitions)[pourquoi ?]. Le 16 février 2020, il quitte volontairement le terrain lors d'un match de championnat, étant la cible de cris racistes. Il reçoit après le match de nombreux soutiens, à commencer par la presse sportive portugaise et son président de club. De plus l'arbitre Luis Godinho l'averti d'un carton jaune, pour avoir célébré son but avec une chaise jeté par un supporter raciste.

#### Al-Hilal FC (2021-2023)
En fin de contrat au FC Porto, Moussa Marega est annoncé par le club saoudien de Al-Hilal le 9 mai 2021. À l'été 2023, il apprend que son contrat a été résilié car il fallait qu'un joueur étranger quitte le club pour pouvoir enregistrer un autre joueur à sa place.

#### Sharjah FC (2023-)
Le 8 septembre 2023, il signe avec le Sharjah FC.

## Statistiques
| Saison                | Club                  | Championnat           | Championnat | Championnat | Championnat | Coupe nationale | Coupe nationale | Coupe nationale | Coupe de la Ligue | Coupe de la Ligue | Coupe de la Ligue | Supercoupe | Supercoupe | Supercoupe | Compétition(s) continentale(s) | Compétition(s) continentale(s) | Compétition(s) continentale(s) | Compétition(s) continentale(s) | Total | Total | Total |
| Saison                | Club                  | Division              | M.          | B.          | P.d.        | M.              | B.              | P.d.            | M.                | B.                | P.d.              | M.         | B.         | P.d.       | Comp.                          | M.                             | B.                             | P.d.                           | M.    | B.    | P.d.  |
| 2012-2013             | Le Poiré-sur-Vie      | National              | 31          | 5           | -           | 1               | 1               | -               | -                 | -                 | -                 | -          | -          | -          | -                              | -                              | -                              | -                              | 32    | 6     | 0     |
| Sous-total            | Sous-total            | Sous-total            | 31          | 5           | -           | 1               | 1               | -               | -                 | -                 | -                 | -          | -          | -          | -                              | -                              | -                              | -                              | 32    | 6     | 0     |
| 2013-2014             | Amiens SC             | National              | 33          | 9           | -           | -               | -               | -               | 3                 | 0                 | 0                 | -          | -          | -          | -                              | -                              | -                              | -                              | 36    | 9     | 0     |
| Sous-total            | Sous-total            | Sous-total            | 33          | 9           | -           | -               | -               | -               | 3                 | 0                 | 0                 | -          | -          | -          | -                              | -                              | -                              | -                              | 36    | 9     | 0     |
| 2014-2015             | CS Marítimo           | Primeira Liga         | 14          | 7           | 3           | -               | -               | -               | 2                 | 1                 | 0                 | -          | -          | -          | -                              | -                              | -                              | -                              | 16    | 8     | 3     |
| 2015-2016             | CS Marítimo           | Primeira Liga         | 15          | 5           | 5           | 2               | 1               | 0               | 1                 | 1                 | 0                 | -          | -          | -          | -                              | -                              | -                              | -                              | 18    | 7     | 5     |
| Sous-total            | Sous-total            | Sous-total            | 29          | 12          | 8           | 2               | 1               | 0               | 3                 | 2                 | 0                 | -          | -          | -          | -                              | -                              | -                              | -                              | 34    | 15    | 8     |
| 2015-2016             | FC Porto              | Primeira Liga         | 9           | 0           | 0           | 2               | 1               | 0               | -                 | -                 | -                 | -          | -          | -          | C3                             | 2                              | 0                              | 0                              | 13    | 1     | 0     |
| 2017-2018             | FC Porto              | Primeira Liga         | 29          | 22          | 4           | 2               | 0               | 0               | 4                 | 1                 | 1                 | -          | -          | -          | C1                             | 6                              | 0                              | 2                              | 41    | 23    | 7     |
| 2018-2019             | FC Porto              | Primeira Liga         | 29          | 11          | 7           | 5               | 2               | 0               | 4                 | 2                 | 1                 | -          | -          | -          | C1                             | 9                              | 6                              | 3                              | 47    | 21    | 11    |
| 2019-2020             | FC Porto              | Primeira Liga         | 29          | 12          | 7           | 4               | 1               | 0               | 3                 | 1                 | 0                 | -          | -          | -          | C1+C3                          | 2+7                            | 0+1                            | 0+2                            | 45    | 15    | 9     |
| 2020-2021             | FC Porto              | Primeira Liga         | 30          | 7           | 3           | 4               | 2               | 0               | 1                 | 1                 | 0                 | 1          | 0          | 0          | C1                             | 9                              | 2                              | 2                              | 45    | 12    | 5     |
| Sous-total            | Sous-total            | Sous-total            | 126         | 52          | 21          | 17              | 6               | 0               | 12                | 5                 | 2                 | 1          | 0          | 0          | -                              | 35                             | 9                              | 9                              | 191   | 72    | 32    |
| 2016-2017             | Vitória Guimarães     | Primeira Liga         | 25          | 13          | 8           | 4               | 1               | 0               | 2                 | 0                 | 1                 | -          | -          | -          | -                              | -                              | -                              | -                              | 31    | 14    | 9     |
| Sous-total            | Sous-total            | Sous-total            | 25          | 13          | 8           | 4               | 1               | 0               | 2                 | 0                 | 1                 | -          | -          | -          | -                              | -                              | -                              | -                              | 31    | 14    | 9     |
| 2021-2022             | Al-Hilal FC           | Saudi Premier League  | 27          | 12          | 2           | 4               | 0               | 0               | -                 | -                 | -                 | 1          | 0          | 1          | -                              | 11                             | 3                              | 2                              | 43    | 15    | 5     |
| 2022-2023             | Al-Hilal FC           | Saudi Premier League  | 22          | 5           | 0           | 2               | 0               | 0               | -                 | -                 | -                 | 1          | 0          | 0          | FIFA 2022                      | 7                              | 4                              | 0                              | 32    | 9     | 0     |
| Sous-total            | Sous-total            | Sous-total            | 49          | 17          | 2           | 6               | 0               | 0               | -                 | -                 | -                 | 2          | 0          | 1          | -                              | 18                             | 7                              | 2                              | 75    | 24    | 5     |
| 2023-2024             | Sharjah FC            | UAE Pro League        | 21          | 7           | 0           | 2               | 1               | 0               | 2                 | 0                 | -                 | 2          | 1          | 0          | -                              | 5                              | 2                              | 0                              | 32    | 11    | 0     |
| Sous-total            | Sous-total            | Sous-total            | 21          | 7           | 0           | 3               | 1               | 0               | 2                 | -                 | -                 | 2          | 1          | 0          | -                              | 5                              | 2                              | 0                              | 33    | 11    | 0     |
| 2024-2025             | Al-Diraiyah FC        | D3                    | 24          | 17          | 0           | 0               | 0               | 0               | 0                 | 0                 | -                 | 0          | 0          | 0          | -                              | 0                              | 0                              | 0                              | 24    | 17    | 0     |
| Sous-total            | Sous-total            | Sous-total            | 24          | 17          | 0           | 0               | 0               | 0               | 0                 | -                 | -                 | 0          | 0          | 0          | -                              | 0                              | 0                              | 0                              | 24    | 17    | 0     |
| Total sur la carrière | Total sur la carrière | Total sur la carrière | 338         | 132         | 39          | 33              | 10              | 0               | 21                | 7                 | 3                 | 5          | 1          | 1          | -                              | 58                             | 18                             | 11                             | 455   | 168   | 54    |

## Palmarès
|  |  | FC Porto - Championnat du Portugal - Champion : 2018 et 2020 - Coupe du Portugal - Vainqueur : 2020 - Finaliste : 2016 - Supercoupe du Portugal - Vainqueur : 2020 - Coupe de la Ligue - Finaliste : 2015 |  | Vitória Guimarães - Coupe du Portugal - Finaliste : 2017 |  | Al-Hilal FC - Ligue des champions de l'AFC - Vainqueur : 2021 - Championnat d'Arabie saoudite - Vainqueur : 2022 - Supercoupe de l'Arabie saoudite - Vainqueur : 2022 - Coupe d'Arabie saoudite - Vainqueur : 2023 |  | Al Diriyah FC - Championnat d'Arabie saoudite de troisième division - Vainqueur : 2025 |